# Guynia annulata
Guynia annulata (Duncan, 1872) è una specie di madrepora. È l'unica specie del genere Guynia e della famiglia Guyniidae..

## Descrizione
Sono polipi solitari che non formano mai colonie, non producono scogliere e sono privi di zooxantelle.
Hanno una forma allungata simile a un verme e vengono spesso scambiati per tubi prodotti dai policheti biomineralizzanti come i Serpulidi, anche se possono essere facilmente distinti con un microscopio avendo setti all'interno del loro corallo tubolare. Le specie adulte hanno un diametro di 1,0-1,3 mm, e possono essere lunghe fino a 10 mm.
Vivono in acque relativamente profonde (28–1300 m). La mancanza di dipendenza dalla simbiosi con le zooxantelle permetta alla Guynia di vivere oltre la zona eufotica (strato di penetrazione della luce) e a basse temperature. Tuttavia questo limita la loro crescita a dimensioni relativamente ridotte, facendone uno dei più piccoli coralli sclerattinici conosciuti.
Secondo lo studioso polacco Stolarski la specie si è formata nel Pliocene recente.